# 双州 (辽朝)
双州，辽朝的州。
治所在双城县（在今辽宁省铁岭西）。渤海国时为安定郡，辽太宗以俘镇、定二州之民建城置州。号保安军。管理今辽宁省法库东南，大蛇山子以东地区。1143年，金朝将其合并入沈州。